# Raimonds Gerkens
Raimonds Gerkens (8. maj 1952 i Skrunda i Lettiske SSR) er en lettisk iværksætter og medejer af virksomhederne Gerkens un Co, Gerkens un partneri og Mēbeļu nams.
Raimonds Gerkens er født ind i en familie bestående af otte børn. Hans skolegang foregik i Skrundas syvårige skole, senere i Rigas Finans og Kreditteknikum. Han arbejdede et år som forsikringsagent, men de næste 20 år som tjener og bartender i flere restauranter og barer i Riga og Jūrmala. I 1988 medvirkede Gerkens ved etableringen af én af de første private kooperativer i det ellers kommunistiske sovjetiske system. Året efter grundlagde han virksomheden Gerkens un Co, der senere udviklede sig til en kæde af 40 butikker i hele Letland.
Gerkens er også kendt som mæcen, hvilket bevirkede at han den 12. april 2001 udnævntes til Kavaler af Trestjerneordenen. I adskillige år finansierede Gerkens tidsskriftet Karogs' romankonkurrence.